# 朱友寧
朱 友寧（しゅ ゆうねい、? - 903年）は、後梁の太祖朱全忠の甥。字は安仁。朱存の長男。弟は密王朱友倫。幼い頃より詩に長じ、兵法を好んだと伝わる。

## 人物
叔父の朱全忠が汴州を治めるようになると軍職を歴任する。叔父と共に、光州刺史の秦宗権を生け捕りにして、これを処刑した功績により検校右散騎常侍、龔州・柳州の両州の刺史に任じられる。
903年6月、王師範を攻めたが萊州で足止めされ、王茂章の軍に挟撃されて斬首された。叔父が皇帝に即位すると、安王の封号を贈られたという。

## 歴史書の記述

### 旧五代史
(梁書巻十二 宗室列伝二)
 
　王友寧，字安仁。少習詩禮，長喜兵法，有倜儻之風。太祖鎮汴，累署軍職，毎因出師，多命統驍果以從。及擒秦宗權，太祖令友寧轞送宗權西獻於長安，詔加檢校右散騎常侍、行右監門衛將軍。自是継立軍功，累官至檢校司空兼龔、柳二州刺史。太祖駐軍岐下，遣友寧領所部兵先歸梁苑，以備守禦。屬青帥王師範搆亂，以關東諸鎮兵悉在岐、隴，自齊、魯至於華下，羅布姦黨，皆詐以委輸貢奉為名，陰與淮夷、并門結好。會有青人詣裴迪言其状，迪以事告，友寧不俟命乃率兵萬餘人東討。師範遣其弟將兵圍齊州，友寧引兵救之，青寇大敗，奪馬四千蹄，斬首數千級。及昭宗歸長安，朝廷議迎駕功，友寧授嶺南西道節度使，加特進、檢校司徒，賜號迎鑾毅勇功臣。時青寇數千，越險潛伏，欲入兗州。友寧知之，伏兵於兗南邀之，大破賊眾，無得免者。自是兗壁危窘，友寧督諸軍進逼營丘，首攻博昌縣，月餘未能拔。太祖怒，遣劉捍督戰。友寧乃下俘民眾十餘萬，各領負木石，牽牛驢，於城南為土山。既至，合人畜木石排而築之，冤枉之聲，聞數十里。俄而城陷，盡屠其邑人，清河為之不流。及進迫寇壘，與青人戰於石樓，王師小卻，友寧旁自峻阜馳騎以赴敵，所乘馬蹶而仆，遂没於陣。友寧將戰之前日，有大白蛇蟠於帳中，友寧心惡之，既而果遇禍焉。

### 新五代史
(巻十三 梁家人伝第一)
 
　友寧字安仁，幼聰敏，喜慍不形於色。太祖以為軍校，善用弓劍。遷衙内制勝都指揮使、龔州刺史。太祖圍鳳翔，遣友寧東備宣武。王師範襲梁，圍齊州，友寧引兵撃之，奪馬千匹，斬首數千級。太祖奉昭宗還京師，拜友寧建武軍節度使，賜號「迎鑾毅勇功臣」。太祖復遣攻師範，圍博昌，屠之，清河為之不流。戰於石樓，兵敗，友寧墮馬見殺。